# فرودگاه صبها
فرودگاه صبها (به انگلیسی: Sabha Airport) یک فرودگاه همگانی با کد یاتا SEB است که یک باند فرود آسفالت دارد و طول باند آن ۱۷۰۶ متر است. این فرودگاه در شهر سبها کشور لیبی قرار دارد و در ارتفاع ۴۲۴ متری از سطح دریا واقع شده‌است.

## شرکت‌های هواپیمایی و مقصدهای پروازی
| شرکت‌های هواپیمایی | مقصدهای پروازی                                                         |
| ----------------- | ---------------------------------------------------------------------- |
| افریقیه ایرویز    | بنینه، سفاکس-تینا، طرابلس، تونس قرطاج                                  |
| بوراق ایر         | طرابلس                                                                 |
| هواپیمایی لیبی    | برج‌العرب، بنینه، قاهره، سفاکس-تینا، طرابلس، تونس قرطاج فصلی: محمد پنجم |
| Syphax Airlines   | سفاکس-تینا                                                             |